# Elizabeth Patterson (actrice)
Pour les articles homonymes, voir Elizabeth Patterson.
Elizabeth Patterson (22 novembre 1874 à Savannah, Tennessee, États-Unis - 31 janvier 1966 à Los Angeles, Californie) est une actrice américaine.

## Biographie
D'origine du sud profond des États-Unis, elle se lance dans une carrière de comédienne, au grand dépit de ses parents, comme membre du Chicago's Ben Greet Players, se produisant principalement dans des rôles shakespeariens au tout début du XXe siècle. Puis viendra une période d'études au Martin College, avant de les compléter à l'Institut Columbia dans le Tennessee. Elle fit éventuellement partie de tournées théâtrales puis se tourna vers Broadway où elle se produisit essentiellement durant les années 1920. Au moment où elle tenta sa chance au cinéma, Patterson venait d'avoir 51 ans. Connue pour ses rôles de dames pincées et d'aristocrates froides, elle y joua les commères et autres vieilles filles acariâtres dans de très nombreux films des années 1930 et 1940, faisant partie de la distribution de films comme A Bill of Divorcement (1932), Doctor Bull (1933), So Red the Rose (1935), L'Aventure d'une nuit (Remember the Night) (1940), Le Roi du tabac (Bright Leaf) (1941), Hail the Conquering Hero (1941), et Out of the Blue 1948). Ce sera pourtant grâce au petit écran qu'elle atteindra la notoriété grâce à son rôle de la vieille et fragile voisine de Lucille Ball, Mrs. Trumball, dans la série I Love Lucy. Elle mourra d'une pneumonie en 1966.

## Filmographie partielle

### Années 1930
- 1930 : The Cat Creeps de Rupert Julian et John Willard
- 1931 : Tarnished Lady de George Cukor
- 1931 : Le Lieutenant souriant (The Smiling Lieutenant) d'Ernst Lubitsch
- 1931 : Papa longues jambes  (Daddy Long Legs) de Alfred Santell
- 1932 : Mon grand (So Big!) de William A. Wellman
- 1932 : Miss Pinkerton de Lloyd Bacon : Juliet Mitchell
- 1932 : Man Wanted de William Dieterle
- 1932 : Aimez-moi ce soir (Love Me Tonight) de Rouben Mamoulian
- 1932 : Héritage (A Bill of Divorcement) de George Cukor
- 1932 : Un mauvais garçon (No Man of Her Own) de Wesley Ruggles
- 1933 : La Déchéance de miss Drake (The Story of Temple Drake) de Stephen Roberts
- 1933 : Dans tes bras (Hold Your Man) de Sam Wood
- 1933 : Les Invités de huit heures (Dinner at Eight) de George Cukor
- 1933 : Doctor Bull de John Ford
- 1935 : Brigade spéciale (Men Without Names), de Ralph Murphy
- 1936 : La Petite Provinciale (Small Town Girl) de William A. Wellman
- 1936 : Le Retour de Sophie Lang (The Return of Sophie Lang) de George Archainbaud
- 1936 : Sans foyer (Timothy's Quest) de Charles Barton
- 1937 : La Furie de l'or noir (High, Wide, and Handsome) de Rouben Mamoulian
- 1938 : La Huitième Femme de Barbe-Bleue (Bluebeard's Eighth Wife), d'Ernst Lubitsch
- 1938 : Les Bébés turbulents (Sing You Sinners) de Wesley Ruggles
- 1939 : Le Mystère de la maison Norman (The Cat and the Canary) d'Elliott Nugent

### Années 1940
- 1940 : L'Aventure d'une nuit (Remember the Night) de Mitchell Leisen
- 1940 : Michael Shayne, Private Detective d'Eugene Forde
- 1941 : La Reine des rebelles (Belle Starr ou Belle Starr, the Bandit Queen) d'Irving Cummings
- 1941 : La Route du tabac (Tobacco Road) de John Ford
- 1941 : Vedette à tout prix (Kiss the Boys Goodbye)
- 1942 : Mabok, l'éléphant du diable (Beyond the Blue Horizon) d'Alfred Santell
- 1942 : Ma sœur est capricieuse (My Sister Eileen), d'Alexander Hall
- 1942 : Ma femme est une sorcière (I married a witch) de René Clair
- 1944 : Héros d'occasion (Hail the Conquering Hero) de Preston Sturges
- 1944 : Coup de foudre (Together Again) de Charles Vidor
- 1945 : Deanna mène l'enquête (Lady on the train) de Charles David
- 1946 : Colonel Effingham's Raid  de Irving Pichel
- 1946 : Je vous ai toujours aimé (I've Always Loved You) de Frank Borzage
- 1946 : Cœur secret (The Secret Heart) de Robert Z. Leonard
- 1947 : Out of the Blue de Leigh Jason
- 1947 : L'Extravagante Miss Pilgrim (The Shocking Miss Pilgrim), de George Seaton
- 1948 : La Chasse aux millions (Miss Tatlock’s Millions)
- 1949 : Les Quatre Filles du docteur March (Little Women) de Mervyn LeRoy
- 1949 : L'Intrus (Intruder in the Dust) de Clarence Brown

### Années 1950
- 1950 : Le Roi du tabac (Bright Leaf) de Michael Curtiz
- 1951 : Katie Did It de Frederick de Cordova
- 1957 : La Blonde ou la Rousse (Pal Joey) de George Sidney

### À la télévision
- 1952-1956 : I Love Lucy (série)
- 1955-1956 : Les Aventures de Superman (Adventures of Superman) (série)
- 1958-1959 : Alfred Hitchcock 
présente (Alfred Hitchcock Presents) (série)
- 1959 : 77 Sunset Strip (série)